# Peducaea de limitibus
La llei Peducaea de limitibus va ser una antiga llei romana de les anomenades Agrariae de data i autor desconeguts. Establia la fixació dels límits de les noves colònies i municipis. Va ser proposadaa per algú anomenat Peduceu.